# 中国国际广播电台珀斯分台
中国国际广播电台珀斯分台（英语：CRI Perth）是中国国际广播电台在海外的广播分台之一，于2007年9月16日开播，办公室设于澳大利亚西澳大利亚州珀斯。目前每天播出10小时节目，通过FM 90.5MHz及网络广播播出节目，广播范围覆盖珀斯地区。

## 历史
- 2007年7月17日 - 开始试播音。
- 2007年9月16日 - 正式开播。
- 2016年1月1日 - 切换频道，英语广播停播，而普通话广播则由FM 104.9换到FM 90.5。
- 2017年1月1日 - FM 104.9频率停用。

## 各语种播出时段
- 普通话：(FM 90.5) 12:00-22:00，参见中国国际广播电台华语广播